# Cerro Niño
Cerro Niño är en ort i Mexiko.   Den ligger i kommunen Santos Reyes Nopala och delstaten Oaxaca, i den sydöstra delen av landet, 400 km sydost om huvudstaden Mexico City. Cerro Niño ligger 1 376 meter över havet och antalet invånare är 200.
Terrängen runt Cerro Niño är kuperad åt sydväst, men åt nordost är den bergig. Runt Cerro Niño är det ganska tätbefolkat, med 58 invånare per kvadratkilometer. Närmaste större samhälle är San Miguel Panixtlahuaca, 18,6 km nordväst om Cerro Niño. Omgivningarna runt Cerro Niño är en mosaik av jordbruksmark och naturlig växtlighet.